# 地震列島
『地震列島』（じしんれっとう）は、1980年（昭和55年）公開の日本の映画作品。大森健次郎監督。東宝映画製作、東宝配給。カラー、ビスタビジョン。
首都直下型地震を題材としたパニック映画である。
キャッチコピーは「これだけは神ですら止められない」「いつか来るとは知っていたが 今日、来るとは知らなかった！」。

## 解説
本作品の製作当時、大規模地震対策特別措置法の施行による地震防災対策強化地域の指定や、同法による警戒宣言時措置の発表などにより、東海地震の発生が現実味を帯びており、大地震の危険性が論じられる中で民衆の関心が膨らんでいた。これらの世論の動きに加え、1970年代の『日本沈没』、『ノストラダムスの大予言』など東宝特撮におけるパニック映画の路線を継承し、かつ『大地震』や『ポセイドン・アドベンチャー』などのアメリカのパニック映画に見られる男女の恋愛を加味した作品として製作された。準備稿では、登場人物はいずれも背徳的に描かれており、被災するのは神罰というニュアンスが込められていた。
本作品のスタッフは、よみうりテレビ・東宝映像が制作したテレビ映画『東京大地震マグニチュード8.1』（主演：千葉真一、監督：西村潔、1980年4月17日放送）を参考に試写していた。なお、同作品の参考資料『大地震』の著者である小板橋二郎・真鍋繁樹・千葉仁志は、本作品にも協力している。
ライター会社とCMタイアップが行われたが、新藤兼人の脚本はこれを逆手に取ってライターをドラマのキーに用いた大胆なものであり、パニック映画とは畑違いの監督である黒澤明などの助監督を務めた大森健次郎が恋愛描写の方に繊細な味を発揮した大胆なタッチで演出した結果、ユニークな作品となった。

## あらすじ
1981年5月14日、地球物理学者の川津陽一は、現代の東京を関東大震災級の大地震が再び襲う可能性が高いと察知する。川津はすぐさま学会や総理大臣など政府に国家レベルでの防災対策を必死に訴えるが、一笑に付された。そんな折、各地に設置してある観測機器（傾斜計）が震動を感知し、機器の異常が次々と発覚し、いつ地震が来てもおかしくない状態にあることが判明する。
私生活で川津は妻・裕子との間にすきま風が吹き、以前から親しい関係にある部下・芦田富子との再婚を考えていた。川津の大地震の予知を知ったルポタイター・橋詰雅之は取材に当たるが、彼もまた友人である富子に密かに好意を寄せていた。このような状況の中、翌日に地震予知会議の招集を決めるも時すでに遅く、マグニチュード7.9（相模トラフ震源）の大地震が東京を襲った。
羽田空港では着陸直後の航空機が地割れで盛り上がった滑走路に乗り上げ、爆発する。都心部も建物が崩壊し、コンビナートや高速道路上の車が爆発し、地上は火の海と化した。一方、地下鉄や地下街は隅田川などが陥没して東京湾からの水が流入し、水責めの様相となる。そんな窮地に際し、地下鉄に閉じ込められた川津夫妻たち乗客、崩壊したマンションに閉じ込められた橋詰と富子は、それぞれに脱出を試みる。
地下鉄車両を降りた数百人もの乗客たちは、薄暗い構内で逃げ惑いパニック状態となる。この状況に川津は裕子を守りながら他の乗客たちと出口を探し、妻も素直に夫に従い生き延びるため協力し始める。その直後激しい余震が発生して地下鉄構内の壁が崩れ、そこから入ってきた大量の水により多くの乗客が犠牲となる。数十人までに減った乗客は車両の屋根や側面にしがみつくが、時間と共に体力を失った者が一人また一人と水流に落ちて溺死していく。
同じころ外壁が崩落して部屋がむき出しとなった富子は、上階から住人が落ちていく様を見て恐怖する。そのマンションのエレベーターのカゴに閉じ込められた橋詰は何とか天井から脱出し、必死にワイヤーロープを伝って上階を目指す。橋詰は炎と煙をかいくぐり、玄関ドアが壊れた部屋から富子を助け出すが、煙を吸った彼女は意識朦朧となる。橋詰は、弱音を吐く富子を励ましながら階下を降りるが、途中で炎に道を阻まれたため急遽屋上へ向かうことに。
そんな中、警視庁や東京消防庁、自衛隊の救出部隊は被災地となった都心部への救助・消火活動を行おうにも身動きが取れず、またそれに対応する体制を持っていなかった。そして、爆発火災による黒煙や熱風で遮られ、救助のヘリコプターが墜落するという二次災害も起きてしまう。政府も次第に打つ手がなくなり、総理大臣や官房長官は川津の警告に耳を貸さなかったことを後悔する。
そのころマンションでは富子を連れて橋詰が屋上に向かうと空には雷鳴が轟き、周りには貯水タンクと切れたワイヤーがあった。これにヒントを得た橋詰は貯水タンクに登ってワイヤーを巻き付け、落雷による爆破・放水で付近を鎮火させる。橋詰は、直後に正気に戻った富子を抱きしめながら命が助かった喜びを2人で分かち合う。
一方川津が意を決して水中を泳いで下流の状況を調べに行ったところ、崩落した壁が出口を塞いでいたが何らかのガスが発生していた。裕子たちのもとに戻った川津は、脱出にはガス爆発で壁を壊すしかないと告げ、その着火役を買って出る。川津への愛を再認識した裕子は引き留めるが、夫は「君が生き残ってくれ」と貴重な地震データを託して下流へと向かう。川津のガス爆発により乗客たちは水流と共に外に脱出し、裕子は命と引き換えに助けてくれた夫に想いを馳せながら前に歩き出すのだった。

## キャスト
川津陽一
演 - 勝野洋
地球物理学者で川津研究所所長。かつて関東大震災を警告した大物学者・川津宗近の娘婿養子。地震予知の仕事に信念を持ち、防災意識も高い。自分より年上で偉い立場にある予知会の学者たちにも臆することなく自分の意見を貫こうとする。行動力・正義感に溢れる人物だが、妻・裕子からは「仕事に忙しくて家庭や子供のことに無関心」と評されており、夫や父親としてあまり信頼されていない。作中で使用する黒いライターは、富子から贈られたもの。離婚を前に裕子と富子の会う場を設け、地下鉄の赤坂見附駅で待ち合わせをして渋谷駅方面行きに乗り換えた直後に地震に遭う。
橋詰雅之
演 - 永島敏行
ルポライター。富子の幼なじみ。以前から地震予知に消極的な学者や政治家たちに危機感を持っており、富子を通じて川津の取材を始める。富子に密かに想いを寄せており、数年前に上京した彼女を追って自身も東京にやって来た。川津に対してはその防災思想に共鳴する一方、男として複雑な感情を向けている。富子に川津との結婚を思いとどまらせるため彼女のマンションに向かうが、エレベーターで上階に行く途中で地震に遭う。
芦田富子
演 - 多岐川裕美
川津研究所職員。ある日研究所にやって来た丸茂に、川津が東京直下型地震の可能性について意見を対立させたため彼の今後を心配する。現在暮らすマンションの一室は川津から事務所を住まいとして提供を受けたものであり、妻子ある川津とも互いに思慕を寄せ合いながらも、一線を越えられない微妙な関係を続けていた。やがて川津との結婚を決意し、川津夫妻と離婚協議のため、自宅を出ようとしたところを地震に遭う。
川津裕子（ゆうこ）
演 - 松尾嘉代
千葉県市川市の一軒家に家族で暮らしている。これまで自分なりに家族のことを考えて暮らしてきたがいまいち家庭内が上手く行っておらず頭を悩ませている。最近は家のことに非協力的な川津に不満を持っていることから夫に冷めた態度を取っており、離婚を考え始める。富子を交えた離婚協議のため、午後3時半ごろに赤坂見附駅で川津と合流し、渋谷駅方面行きの列車に乗っていた最中に地震に遭う。
梅島一枝
演 - 松原千明
橋詰の仕事時に同行しているカメラマン。橋詰が行う助川への取材や川津研究所の防災実験などに付き添う。
官房長官
演 - 佐藤慶
内閣総理大臣などが参加するゴルフコンペ「猪の会」の会員。予知会に造反を起こした川津を「学者らしからぬ学者」として興味を持ち、後日首相官邸らしき場所の地下の災害対策本部で、極秘に川津と総理を引き合わせる。
芦田浩蔵
演 - 松村達雄
富子の父。結核にかかっているらしく入院中。少々図々しい性格。人づてに信州・諏訪に温泉付きの結核専門の療養所があることを知り、富子に「川津さんに頼んで私の入所費用を賄ってほしい」と頼む。その後起きた大地震では病院の外に逃げ出すが、地割れに落ちて挟まれた状態で地面が揺れて圧死する。
川津房江
演 - 村瀬幸子
裕子の実母で川津の義母。有名な地球物理学者だった亡き夫・宗近の妻であることを誇る余り、川津の予知会における宗近の体面を汚すような言動を嫌悪し、川津研究所を一時閉鎖すると言い出す。隆一と2人だけで自宅にいたところ、地震に遭う。
統幕議長
演 - 鈴木瑞穂
被災者の救助のため総理から自衛隊派遣を要請された後、「練馬駐屯地の第1師団が都心部へ行き、高等地区には習志野駐屯地の第1空挺団が到着しているはずですが、黒煙や熱風などでヘリが降りれない状態かも」と答える。
中年のサラリーマン
演 - 滝田裕介
地下鉄の乗客の一人。とにかく臆病な人物。地震後、川津夫妻と共に車両の屋根に避難するが、徐々に増える水流を見て「このままだと皆溺れ死んでしまう！」と騒ぐ。その後も、目の前で乗客が水流に巻き込まれて死亡するたびにパニックを起こす。
中年の女
演 - 小林トシ江
ヒゲ
演 - 草野大悟
地下鉄の乗客の一人。口ひげを生やしている。地震直後は恐怖の余り、地下鉄車両の屋根で楽な姿勢で待機していた人を水中に引きずり降ろして強引に入れ替わるなど横暴に振る舞っていたが、終盤では川津の献身的な行動に感化され、他の乗客たちと協力して地下からの脱出を試みる。
地下鉄の運転士
演 - 伊藤敏孝
地震が起きた後、最寄り駅の地上出口に向かうが瓦礫により塞がれたため、パニック状態の乗客たちを落ち着かせて隣の駅に誘導しようとする。
国土庁長官
演 - 稲葉義男
「猪の会」の会員。ゴルフコンペの休憩中、突然現れた川津が総理に東京の交通網の耐震などに関して危険性を指摘し出したため、慌てて総理に「防災体制は万全です」と告げる。地震発生後、官房長官から対策本部で流れ出た重油により付近が火の海になったことを責められるが、責任逃れのため「あれは不可抗力です」などと言い訳をする。
一之江教授
演 - 加藤和夫
予知会の会議で丸茂の左の席に座る黒縁メガネの予知会のメンバー。予知会の会議では、岩槻の傾斜計のデータだけで東京直下型地震の可能性を告げる川津に苦言を呈する。
志村教授
演 - 浜田寅彦
予知会の会議で上記の黒縁メガネの予知会のメンバーの左の席に座る別のメガネの予知会のメンバー。予知会の会議では、エネルギーの蓄積状況から「関東地方には少なくともあと10年はマグニチュード8クラスの地震は起きないことになっている」と主張する。川津の意見に対し、「現在、最も危険視されている東海地震の予兆を未然にどうやってキャッチするかが大事」と突っぱねる。
気象庁観測部長
演 - 草薙幸二郎
予知会の会議に同席し、終了後気象庁長官に内容を報告する。予知会での川津の「30日以内に東京直下型地震が起きる」との発言を暴言として捉える。万が一川津の暴言が予知会の意見として公になると、国民の混乱を招いて自分たちの進退問題に発展するため、長官に予知会から川津を外すよう進言する。
林地震課長
演 - 山本清
気象庁の地震課所属。川津と親しくしている。地下3,000メートルの地点に傾斜計が置かれた岩槻（現・さいたま市岩槻区）の深井戸観測所の、地殻の変動と地盤の傾斜について把握している。本作品の冒頭の三原山の調査を終えた川津に、観測所のデータに気になる点が現れたと伝える。地震予知会で、前夜まで異常がなかった地盤の変化に、当日早朝に異常が見られたことを報告する。その後深井戸観測所の傾斜計が再び大きく変動し、川津に電話で伝える。
初老の紳士
演 - 永井玄哉
伊藤教授
演 - 早川純一
（役名不明）
演 - 児玉泰次
大臣秘書
演 - 加地健太郎
川津の助手
演 - 木村四郎
川津研究所職員。冒頭で三原山の火口調査に訪れ、火口付近に降りた川津とトランシーバーでやり取りし、溶岩の表面が先月より3.1メートルも上昇したことを知る。後日マリアナ海底で噴火が起き、研究所に訪れた橋詰にマントルの流れと地震のメカニズムについて解説する。
（役名不明）
演 - 村尾幸三
川津研究所の若手職員。川津たち研究所職員と共に、大地震を想定した自動車事故による火災の実験およびトンネル内での火災を想定した避難経路の研究を行う。
川津隆一
演 - 松田洋治
川津家の長男。父親を尊敬しており、房江からも将来は川津研究所を引き継ぐことを望まれている。ある夜、帰宅した川津に房江が転倒して救急搬送されたことを伝える。川津から離婚を示唆され、父との別れを悲しむ。
助川象三
演 - 三木のり平
自宅で飼うキジで地震を予知してきたと自称する男。山奥の家屋で暮らしている。以前ナマズの地震予知説を否定したことが新聞に載り、詳しく話を聞くため橋詰が取材しに来る。橋詰に過去にキジの地震予知で命拾いした話やキジの鳴き真似を披露する。ひょうきんだがちゃっかりした性格。
渡辺教授
演 - 岡田英次
丸茂の右の席に座る予知会の重鎮の1人。予知会の会議では、「地震予知の本命は体積ひずみ計と地震計であり、岩槻の傾斜計だけでは判断の基準にならない」と意見を述べる。「防災は政府の仕事で、我々学者の仕事ではない」との考えを持つが、川津から反論されて立腹する。
丸茂教授
演 - 大滝秀治
地震予知会会長。「猪の会」の会員。川津の上司にあたり、川津夫妻の結婚で仲人を務めるなど彼に目をかけてきた。冒頭で川津や地震予知の専門家などと共に月例会を開き、地震の兆候について意見を取りまとめる。予知会での川津の「30日以内に東京直下型地震が起きる」との発言を暴言と捉え、その後の再三にわたる彼の不用意な行動に怒りを露にするが、やがて彼の熱意に心を動かす。川津から離婚協議の立ち会いを依頼されていた当日、大阪から東京に戻るための飛行機に乗るが、ランディング直後に地震に遭う。
気象庁長官
演 - 山﨑努（特別出演）
従前から東京直下型地震に危機感を抱いており、防災思想を蔑ろにしたこれまでの東京の都市開発を強く不安視している。予知会における川津の言動に理解を示し、秘密裏に内閣が彼と接触を持つきっかけを作った。
内閣総理大臣
演 - 佐分利信
「猪の会」のゴルフコンペの休憩中に初対面した川津から、近日中に東京直下型地震の可能性があるとの主張を聞く。後日首相官邸の地下にある災害対策本部で、極秘に来てもらった川津から地震や街の防災について詳しく話を聞く。地震直後に災害対策本部に大臣たちを集めて速やかな被災者たちの人命救助を指示するが、巨大モニターに映し出された被害映像で自身や政府の防災に対する考えの甘さを知ることとなる。
※以上は映画クレジット順。以下はクレジット表記なし。
- TVプロデューサー：風間健[14][注釈 4]

※以下は役名、または役者名が不明の人物。
自治大臣
（役者名不明）
地震後の災害対策本部で、総理に警視庁のレスキュー隊も消防庁の消防車・救急車も作中の災害に対応できるだけの力を持っていないことを告げる。続けて、道路が寸断されて陸からの救助活動は不可能に近いことを伝える。
女の子
地下鉄の乗客の一人で、年は小学校低学年ぐらい。両親と地下鉄に乗車中に地震に遭う。地下鉄構内に水が流れ込んだ後、川津夫妻など他の乗客と共に車両の屋根に避難するが、しばらくして両親を水流に巻き込まれて亡くす。その後は母親代わりに接する裕子に守られながら困難に耐える。

## スタッフ
参照
- 製作：田中友幸
- 脚本：新藤兼人
- 特別スタッフ
  - 竹内均（東大教授）
  - 大崎順彦（東大教授）
  - 諏訪彰（前気象庁・地震観測所所長）
- 製作補：高井英幸
- 撮影：西垣六郎
- 美術：阿久根巌
- 録音：林頴四郎
- 照明：小島真二
- 音楽：津島利章
  - サントラ盤：テイチクレコード
- 主題歌：「アメジスト・サンレイ」
  - 作詞：喜多條忠
  - 作曲：平尾昌晃
  - 編曲：矢野立美
  - 唄：しばたはつみ
  - 発売：コロムビアレコード
- 監督助手（チーフ）：奈良正博
- 編集：小川信夫
- スチール：石月美徳[22]
- アクション・アドバイザー：風間健
- 協力
  - 三立製菓株式会社
  - MAZDA
- 協力：「大地震」（プレジデント社・刊）の著者＝グループ915
  - 小板橋二郎
  - 真鍋繁樹
  - 千葉仁志
- 整音：東宝録音センター
- 効果：東宝効果集団
- 現像：東京現像所
- 水中協力：オセアノフィルムセンター
- 資料協力：NHK
- 製作担当者：森知貴秀
  - PANAVISION
- 監督助手：橋本幸治、山下賢章、三好邦夫
- 特殊技術
  - 撮影：山本武
    - 長谷川光広

  - 美術：井上泰幸
  - 照明：森本正邦
  - 作画：塚田猛昭
  - 監督助手（チーフ）：浅田英一
  - 光学撮影：宮西武史
  - 特殊効果：渡辺忠昭
  - 製作担当者：篠田啓助
  - 操演：松本光司[注釈 5]
  - 監督助手∶上田斎、橋本肇[注釈 5]
  - 撮影助手∶桜井景一、江口憲一[注釈 5]
- 特技監督：中野昭慶
- 監督：大森健次郎
- 製作：株式会社東宝映画
- 配給：東宝株式会社

## 製作

### 企画
企画は田中友幸であるが、着想は協力としてクレジットされている1979年9月にプレジデント社から刊行された『大地震』（グループ915著）である。また田中は当時69歳で、アシスタントが必要だろうと東宝映画の部下・高井英幸が製作を担当した。高井は当時、松岡功東宝社長の命で『連合艦隊』も製作中だった。監督の大森健次郎は、1976年の『岸壁の母』が手堅い演出をするという理由からの抜擢。ただ脚本の新藤兼人が当時68歳、特別スタッフの竹内均らも地震や火山の権威で少し窮屈そうだったという。新藤は「あと何本シナリオが書けるか分からないが、とにかく書き続けたい」と話していたというが、結局98歳まで長生きし、これ以降、23本もの脚本を書いた。

### 撮影
1980年4月クランクイン。
劇中で芦田富子が暮らしていたとされるマンションは、東京都世田谷区内の首都高速道路沿線に実在するものである。これについて、特技監督の中野昭慶は「実在の建物が被害を受ける様子を見せた方が、よりリアリティを持って見てもらえるであろうと考えた」と語っている。ミニチュアセットにおけるマンション以外の建造物は、基本的にストーリーに沿って架空の建造物が配置されていた（首都高速の線形も実在のものと異なる）。また、首都高速の爆発や勝鬨橋の倒壊シーンなどは、過去の東宝特撮作品（『日本沈没』など）から流用されている。中野は、マンションの洗濯物や本棚の本など、ミニチュアの細部にまでこだわったことを述懐している。
富子の部屋のセットでは、地震動シミュレーターのようにセット下にスプリングを設置しており、50人のスタッフでセットを揺らして地震を再現した。
地下鉄のトンネル崩壊と水の流入による構内水没シーンは地下鉄銀座線・丸ノ内線赤坂見附駅周辺が舞台として使われ、撮影には製作費1,000万円の実物大車輌と2,000万円の駅構内セットが特撮大プールに設けられた。この描写に対して営団地下鉄（現・東京メトロ）からは「耐震構造は基準を充足しており、あのような事態は起こり得ない」とクレームがついた。トンネルに水を流す撮影では、水落としが途中で故障し、スクリプターが流されていたという。
1980年8月11日完成。

## 備考
- 建築基準法の耐震基準が厳格化されたのは本作品の公開翌年の1981年からであったため、公開当時ほとんどの建物は厳格化前に建てられたものである。そのため、公開当時本当に発生した場合、この作品のようなことまでは行かないまでも木造建築を中心に倒壊の恐れは十分考えられた。事実、公開から15年後の1995年1月17日に発生した阪神・淡路大震災（兵庫県南部地震）で崩壊した建物の大半はその厳格化以前に建てられ、かつ耐震補強されていないものである。また、本作品でも描写されている高速道路の橋脚・橋げたも実際に倒壊している（阪神高速道路神戸線）。
- 地震発生後の官邸地下の対策室で救助活動が進行していないことに総理大臣が「消防庁は何をしている？」と自治大臣[注釈 9]を問い質し、自治大臣が「レスキューにしても消防庁の消防車・救急車にしても、これだけの大災害に対応する力は元々持っておりません」と弁明する会話がある。『日本沈没』以降、大災害を描いた作品が何度も製作されているにもかかわらず、現実には何ら対策が施されていないことを批判するシーンだが、大災害・大事故に対応する東京消防庁の消防救助機動部隊（通称：ハイパーレスキュー隊）が実際に発足したのは、阪神・淡路大震災発生後の1996年12月である。
- 川津陽一がテレビの情報番組に出演するためにテレビ局を訪れるシーンでは、当時新宿区市谷河田町に所在したフジテレビ社屋および周辺がロケ地として使われた。
- ららぽーとTOKYO-BAYに所在していた「地震館」では、震度MAXになると目の前のスクリーンに本作品のクライマックス、都市崩壊の特撮場面が映し出された。
- 予告編では、サウンドトラックとしてエクトル・ベルリオーズ作曲の幻想交響曲第5楽章「魔女の夜宴の夢」が使用されている。

## テレビ放映
- 「月曜ロードショー」（1982年11月1日、TBSテレビ）[27]
- 「月曜ロードショー」（1984年9月3日、TBSテレビ）[28]
- 「金曜ロードショー」（1991年8月2日、日本テレビ）[29]
- 「ゴールデン洋画劇場・特別企画」（1993年9月11日、フジテレビ）[30]

## 映像ソフト
- VHS 品番 TG4545S[31]
- LD 品番 TLL2207[31]
- DVD
  - 『地震列島』（2003年9月25日、東宝）
  - 『地震列島』期間限定プライス版（2014年2月7日、東宝）
  - 『地震列島』東宝DVD名作セレクション第4弾（2015年8月19日、東宝）

## サウンドトラック
- 地震列島（1980年、LP、テイチクレコード）[32][33]